# Stipa bavarica
Stipa bavarica är en gräsart som beskrevs av Jan Otakar Martinovský och Hildemar Wolfgang Scholz. Stipa bavarica ingår i släktet fjädergrässläktet, och familjen gräs. Inga underarter finns listade i Catalogue of Life.